# Antic Ajuntament de Premià de Dalt
L'antic Ajuntament de Premià de Dalt (Maresme) és una obra modernista protegida com a bé cultural d'interès local.

## Descripció
Presenta una planta en forma d'U. A la façana sobresurt el cos central, cobert per una teulada de dues vessants amb el carener perpendicular i format per una planta baixa, un pis i unes golfes. Aquesta part està flanquejada per un cos de planta baixa, pis i coberta en forma de terrat. En el conjunt destaca especialment l'ús del totxo o maó vist, emprat a les obertures, les separacions dels cossos verticals i horitzontals, les balustrades i els coronaments (especialment col·locat amb el sistema de sardinell). Al centre de la "U" i visible des de l'exterior hi ha una escala mixta. Per a les obertures es combina l'arc de mig punt, especialment en el cos central, i els arcs escarsers: destaquen els de la planta baixa, tripartits.

## Història
El tractament del totxo vist amb el sistema de sardinell és molt freqüent en les construccions de començaments de segle XX: s'utilitza especialment en naus industrials o edificis oficials, com ajuntaments, escoles, hospitals, etc.
És un tipus d'arquitectura molt freqüent en la producció de Bonaventura Bassegoda.